# 김종구 (뮤지컬 배우)
김종구(1980.11.29~ )는 대한민국의 뮤지컬 배우이다. 2005년 마리아마리아로 데뷔하여 현재까지 활발한 활동중이다.

## 주요작품

### 뮤지컬
- 2005《마리아 마리아》- 제자 역
- 2006《마리아 마리아》- 제사장 역
- 2007《지하철 1호선》- 철수, 과부, 노인, 잡상인, 부동산 외 역
- 2008《달고나》- 미남 역
- 2008《화장을 고치고》- 멀티맨 역
- 2009《김종욱 찾기》- 멀티맨 역
- 2009《김종욱 찾기》(대구) - 멀티맨 역
- 2010《뮤직 인 마이 하트》- 주인공 역
- 2011《빨래》- 솔롱고 역
- 2011《김종욱 찾기》(청주) - 멀티맨 역
- 2012《빨래》- 솔롱고 역
- 2012《빨래》- 솔롱고 역
- 2012《락 오브 에이지》- 로니 역
- 2013《여신님이 보고 계셔》- 한영범 역
- 2013《여신님이 보고 계셔 토크콘서트》- 한영범 역
- 2013《트라이앵글》- 도연 역
- 2013《자리주쇼》
- 2014《여신님이 보고 계셔》- 한영범 역
- 2014《뮤지컬 이야기쇼 이석준과 함께 10주년》
- 2014 《비스티 보이즈》- 이재현(마담) 역
- 2014《여신님이 보고 계셔》(고양) - 한영범 역
- 2014《온스테이지 시즌2》
- 2015《로기수》- 로기진 역
- 2015《사의찬미》- 김우진(1차), 사내(2차) 역
- 2015《여신님이 보고 계셔》- 한영범 역
- 2015《Gloomy 사의찬미 day 콘서트》
- 2015《스토리 오브 마이 라이프》- 앨빈 켈비 역
- 2016《난쟁이들》- 찰리 역
- 2016《로기수》- 로기진 역
- 2016《비스티》- 이재현(마담) 역
- 2016《팬레터》- 김해진 역
- 2016《스토리 오브 마이 라이프》- 앨빈 켈비 역
- 2016《로미오와 줄리엣》- 티볼트 역
- 2017《비스티》- 이재현(마담) 역
- 2017《사의 찬미》- 사내 역
- 2017《팬레터》- 김해진 역
- 2018《스모크》- 초 역
- 2018《미인》- 최강산 역
- 2018《배니싱》- 케이 역
- 2018《랭보》- 베를렌느 역
- 2019《니진스키》- 세르게이 디아길레프 역
- 2019《사의 찬미》- 사내 역
- 2019《랭보》- 베를렌느 역
- 2019《경종수정실록》- 홍수찬 역
- 2019《팬레터》- 김해진 역
- 2020《미스트》- 아키라 역
- 2020《로빈》- 로빈 역
- 2020《비스티》- 이재현 역
- 2020《배니싱》- 케이 역
- 2020《킬러파티-양수리 살인사건》- 무대만 역
- 2020《그라피티》- 나비스 역
- 2021《마지막 사건》- 아서 코난 도일 역
- 2021《광주》- 윤이건 역
- 2021《트레이스 유》- 우빈 역
- 2021《뱀파이어 아더》- 존 역
- 2022《디아길레프》- 디아길레프 역
- 2022《웨스턴 스토리》- 와이어트 어프 역
- 2022《니진스키》- 디아길레프 역
- 2022《사의 찬미》- 사내 역
- 2022《배니싱》- 케이 역
- 2022《랭보》- 베를렌느 역
- 2022《용의자 X의 헌신》- 이시가미 역
- 2023《로빈》- 로빈 역
- 2023《비스티》- 이재현 역
- 2023《라흐 헤스트》- 환기 역
- 2023《스토리 오브 마이 라이프》- 앨빈 켈비 역
- 2023《키다리 아저씨》- 제르비스 역

### 연극
- 2012《모범생들》- 박수환 역
- 2013《트루웨스트》- 리 역
- 2013《모범생들》- 안종태 역
- 2013《나쁜자석》- 폴 역
- 2014《프라이드》- 멀티(의사/남자/피터) 역
- 2015《스피킹 인 텅스》- 피트&닐&쫀 역
- 2016《트루웨스트 리턴즈》- 리 역
- 2017《슬루스》- 앤드류 와이크 역
- 2017《타지마할의 근위병》- 바불 역
- 2018《트레인스포팅》- 마크 역
- 2021《일리아드》- 내레이터 역
- 2023《아마데우스》- 안토니오 살리에리 역

### 방송
- 1992《관촌수필》- 준배 역
- 2014《쓰리 데이즈》
- 2018《황후의 품격》- 오써니 뮤지컬 극단 연출 역